# Abort i Sverige

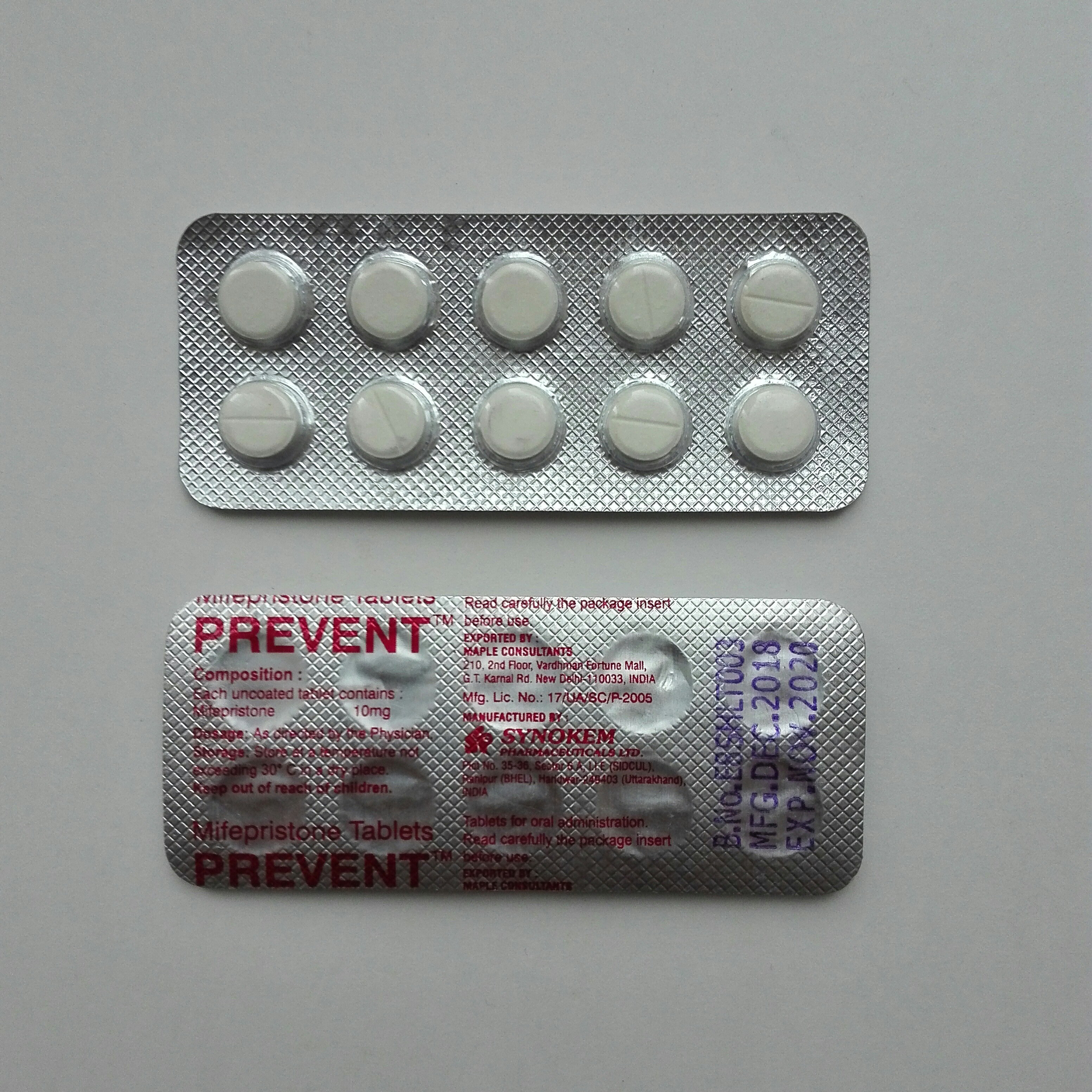
Mifepriston - ett vanligt abortpreparat

Abort i Sverige blev lagligt 1938. Enligt dåvarande lag var det tillåtet att utföra abort i Sverige på medicinska, humanitära eller rashygieniska skäl. Det betydde att om graviditeten utgjorde ett allvarligt hot mot kvinnans liv, om hon hade blivit med barn genom våldtäkt, eller om det fanns en risk att fostret kunde få allvarliga skador eller sjukdomar var abort tillåten. Lagen utökades 1946 och kom då också att inkludera socialmedicinska anledningar. År 1963 gjordes en ny utökning, som inkluderade allvarliga fosterskador. En särskild kommitté utredde varje enskilt fall och som ett resultat av denna utredningsprocess, kunde beviljade aborter sällan utföras förrän mitten av den andra trimestern. En ny abortlag tillkom 1974.
Enligt gällande svensk abortlagstiftning råder fri abort fram till och med den 18:e graviditetsveckan, oavsett anledning. Efter utgången av den 18:e veckan kan Socialstyrelsen ge tillstånd till att abort utförs om synnerliga skäl föreligger, såvida barnet inte kan antas vara livsdugligt. 
I juni 2023 startades en utredning om förändring av abortlagstiftningen. Syftet är att se över om lagstiftningen kan moderniseras och innefatta att kunna utföra medicinsk abort utanför vårdinrättningar (ofta kallat abort i hemmet). 

## Nuvarande svensk abortlag
Se även Preventivmedlens och abortens historia i Sverige och Fosterfördrivning i Sverige.
Den nuvarande lagstiftningen är 1974 års abortlag. Enligt den lagen kan man göra abort fram till slutet på den artonde veckan av graviditeten, och av vilken anledning som helst. Efter den artonde veckan krävs tillåtelse från Socialstyrelsen som kan ges på grund av exempelvis att fostret eller kvinnan lider av sjukdomstillstånd, eller på grund av socioekonomiska svårigheter.
I Sverige är definitionen av abort att graviditeten avbrutits före 22:a veckans slut (vecka 21+6 dagar) och fostret fötts dött. Om fostret fötts levande eller inte efter vecka 22 (från och med vecka 22+0 dagar) definieras det juridiskt som ett barn. Allvarliga medicinska biverkningar och skador efter en abort är ovanligt för kvinnan när aborten utförs under medicinskt väl kontrollerade former. Så är förhållandena i Sverige och många andra länder som i lag tillåter kvinnor att avbryta graviditeter. I länder där provocerade aborter inte är tillåtna i lag, utförs därför aborter med hög grad av risk för kvinnorna, och illegala aborter är en av världens vanligaste orsaker till unga kvinnors död. Dödsorsakerna noteras då som blödning eller infektion, förgiftning och dylikt.  
Sedan 1975 har Sverige en lagstiftning (SFS 1974:595) på området som ger den gravida kvinnan rätt att i varje situation själv bestämma om hon vill avbryta graviditeten upp till och med den 18:e graviditetsveckan, ursprungligen förutsatt att hon är svensk medborgare eller bosatt i Sverige, eller får särskilt tillstånd från Socialstyrelsen. Sedan den 1 januari 2008 har kravet på att kvinnan ska ha anknytning till Sverige i 5 § abortlagen (1974:595) tagits bort.
Fram till graviditetsvecka 9 kan en graviditet avbrytas med hjälp av läkemedel, vilket är den mest skonsamma metoden som flest kvinnor föredrar. Det är två läkemedel som ges, det första 2–3 dagar innan aborten ska genomföras. Denna tablett får kvinnan på en gynekologisk mottagning. Sedan får man genomföra aborten hemma (eller på en mottagning/sjukhusavdelning om man själv vill) genom att ta tabletter vaginalt som gör att livmodern drar ihop sig. 
Fram till graviditetsvecka 13 kan aborterna även genomföras kirurgiskt och kvinnan sövs alternativt får lokalbedövning före ingreppet. Vid senare abort görs en så kallad tvåstegsabort. Aborten går i stort sett till som en medicinsk abort men man får ligga inne på sjukhuset. Först får man en tablett som avbryter graviditeten. Efter två dygn får man tabletter som sätter igång värkarbetet. Efter aborten görs en undersökning av livmoderinnehållet och en eventuell skrapning av livmodern kan bli aktuell om aborten inte bedöms som komplett.
Sedan Sverige fick fri abort den 1 januari 1975 har antalet aborter per år pendlat mellan 30 700 och 38 200. Före 1975 tilläts aborter under vissa omständigheter och från 1965 och fram till lagändringen ändrades praxis successivt så att kvinnor beviljades abortansökan med så kallat 2-läkarintyg.
Ungefär 80 procent av alla kända tonårsgraviditeter avbröts genom abort 2010. Antalet tonårsaborter per tusen kvinnor (i hela befolkningen)  fluktuerar mycket i takt med ålderskullarnas storlek, men har ändå uppvisat en tydligt nedåtgående trend under de senaste decennierna:
| År   | Tonårsaborter per tusen kvinnor ur medelbefolkningen |
| ---- | ---------------------------------------------------- |
| 1975 | 29,7                                                 |
| 1984 | 17,7                                                 |
| 1989 | 24,9                                                 |
| 1995 | 16,9                                                 |
| 2002 | 25,5                                                 |
| 2005 | 24,3                                                 |
| 2010 | 20,9                                                 |
| 2012 | 18,8                                                 |
| 2015 | 14,4                                                 |
| 2018 | 11,0                                                 |
| 2020 | 9,0                                                  |

Senare aborter än dessa är förhållandevis ovanliga i Sverige. I allmänhet rör det sig då inte om oönskade, möjligen oplanerade, graviditeter. Då kvinnor och män idag är äldre när de skaffar barn ökar riskerna för allvarliga missbildningar på fostren. Många av de tillgängliga undersökningsmetoderna kan inte ge besked om fostrets hälsa förrän tidigast efter graviditetsvecka 16–18. Med tidsutdräkt för information, samtal, eftertanke och beslut så går minst två veckor från provtillfället till provsvar och beslut. Dessa fall handläggs akut på kvinnoklinikerna på grund av den mycket krävande psykosociala situationen som råder för paret ifråga. 
I Sverige måste Socialstyrelsens tillstånd inhämtas för att aborter efter graviditetsvecka 18 ska få utföras. I de fall Socialstyrelsen bedömer att kraven på synnerliga skäl är uppfyllda och beviljar abortansökan rör det sig om grava missbildningar på fostret (till exempel avsaknad av storhjärna), sjukdom hos kvinnan, som havandeskapsförgiftning med komplikationer som HELLP eller i sällsynta fall olika svåra sociala förhållanden. I omkring 300 fall per år beviljar Socialstyrelsen abort efter vecka 17+6. År 2016 fick Socialstyrelsen in 525 ansökningar om sen abort. Av dessa beviljades 510. Vad gäller de 15 ansökningar som inte beviljades var motivet för ansökan sociala problem. Socialstyrelsen ska som regel aldrig ge tillstånd till sen abort om fostret kan antas vara livsdugligt och ha någon överlevnadschans, vilket enligt gällande praxis bedöms vara efter vecka 22. 
Innebär graviditeten en allvarlig fara för kvinnans liv eller hälsa får dock tillstånd till så kallat avbrytande av havandeskap ges även senare. Avbrytande av havandeskap efter vecka 21+6 innebär att man försöker rädda både kvinnan och om möjligt barnet. Det handlar då snarare om en prematur förlossning än en abort. I omkring 10 fall per år beviljar Socialstyrelsen avbrytande av havandeskap efter vecka 21+6. I omkring 9 av dessa 10 fall bedöms fostret som icke livsdugligt på grund av allvarlig fosterskada. I omkring 1 fall av 10 per år beviljas avbrytande av havandeskap efter vecka 21+6 på grund av sjukdom hos kvinnan som innebär risk för hennes liv om graviditeten fortsätter.

### Utredning om ändring av nuvarande abortlagstiftning
Regeringen Andersson gav i 2021 års regleringsbrev Statens beredning för medicinsk och social utvärdering (SBU) i uppdrag om att ”genomföra en systematisk översikt av publicerad forskning avseende positiva och negativa effekter av att genomföra hela den medicinska aborten i hemmet”. SBU ska utvärdera det vetenskapliga stödet för positiva och negativa effekter av medicinska aborter utförda i hemmet.
I maj 2023 presenterade SBU rapporten med slutsatsen: ”Det är ingen skillnad i effektivitet av abortbehandlingen då mifepriston tas i hemmet jämfört med på en vårdinrättning (hög tillförlitlighet). Det är inte heller någon skillnad i följsamhet till behandlingen (måttlig tillförlitlighet). Komplikationer relaterade till aborten är ovanliga och det finns ingen påvisbar skillnad mellan grupperna.”
Strax efter SBU:s rapport presenterades utsåg regeringen Kristersson barnmorskan och medicine doktorn Inga-Maj Andersson att se över hur abortlagstiftningen kan ändras för att anpassas till den medicinska utvecklingen och gravida kvinnors behov. "Utredningen ska bidra till en abortvård som i högre grad är anpassad till den medicinska utvecklingen som gör det möjligt att genomföra medicinska abort i hemmet."

## Akut p-piller
För dem som omedelbart efter ett oskyddat samlag vet att de inte vill bli gravida finns receptfria akut p-piller att köpa på apoteken i Sverige och flera andra europeiska länder. Dessa tabletter är en akut preventivmetod och ska inte sammanblandas med abort. De fungerar så att en eventuell ägglossning förskjuts, och därmed kan ingen befruktning ske. Om kvinnan redan haft ägglossning i samband med samlag fungerar inte akut p-piller eftersom det inte hindrar ett befruktat ägg att fästa sig i livmoderväggen.

## Abortdebatten i Sverige
En ledande förespråkare i Sverige för fri abort har varit och är RFSU.
De största abortkritikerna finns inom organisationerna Livsval, den religiöst obundna organisationen Människovärde, samt inom Romersk-katolska kyrkan. Det finns även mindre grupperingar som Respekt och MRO-Människorätt för ofödda. Dessa organisationer argumenterar bland annat för att ofödda foster har människovärde då fostret har en unik uppsättning DNA och därför inte ska ses som en del av kvinnans kropp. Vidare har dessa grupper argumenterat för att gränsen för att rädda ett förtidigt fött barn tangerar den övre gränsen för abort i svensk lagstiftning och att man därför bör revidera lagstiftningen.

### Debatten om juridisk abort
2016 röstade Liberala Ungdomsförbundet Väst igenom ett förslag om att driva frågan om juridisk abort. Idén om juridisk abort har funnits längre än så och innebär att män ska kunna frånsäga sig föräldraskapet under samma period som mamman har rätt till fri medicinsk abort. Detta förslag möttes av stort motstånd i den svenska samhällssdebatten och fick viss spridning i internationell media. Motståndarna menar att det inte gör situationen mer rättvis mellan föräldrarna då fadern med lätthet helt kan undkomma konsekvenserna från ett gemensamt agerande och lämna modern med allt ansvar. Dessutom skulle ett eventuellt barns rättigheter till sin identitet då stå tillbaka till fördel för mannens rätt att avgöra om han ska bli förälder eller ej. 
De som är för förslaget menar istället att både barnet och kvinnan skulle främjas av förslaget då en man som bara övergett sitt barn, som inte har vårdnad och som inte varit en del av barnets liv, kan när som helst under barnets uppväxt stämma för vårdnad och återvända till barnets, och mammans, liv. Om mannen hade genomfört en juridisk abort skulle rättigheten att återkomma till barnets liv upphöra. Andra argument för förslaget inkluderar åsikter om att det är mer gynnsamt för alla om de som blir föräldrar själva valt det.

### Debatt om abort i hemmet
Under 2020-talets början har det pågått en debatt i media kring abort i hemmet, även kallat abort utanför vårdinrättning. Debatten inleddes med en debattartikel, ”Aborter bör kunna genomföras i hemmet”, i Svenska Dagbladet i februari 2021, där bl a företrädare för RFSU, Svensk förening för obstetrik och gynekologi och Barnmorskeförbundet förespråkade förändringar i abortlagstiftningen. Artikeln följdes av ett flertal debattinlägg under närmsta åren, och till att ämnet togs upp i riksdagen under hösten 2021 vilket ledde till en rapport av de medicinska effekterna av abort i hemmet, som följdes av en utredning av ändring i abortlagstiftningen för att möjliggöra abort i hemmet. Utredningen ska lämna sitt betänkande senast den 3 februari 2025.